# Солдаты Буффало (фильм, 2001)
«Солда́ты Бу́ффало» (англ. Buffalo Soldiers) — трагикомедия об армии США времён окончания холодной войны, снятая в 2001 году по одноимённой книге английского писателя Роберта О’Коннора.

## Сюжет
1989 год. Плутоватый и циничный специалист Рей Элвуд, попавший в армию с целью избежать уголовного наказания за угон автомобиля, служит в 317-м батальоне тылового обеспечения на американской военной базе имени Теодора Рузвельта под Штутгартом в ФРГ.
Жизнь на военной базе далеко не идеальна: солдаты, не имеющие реального противника, подвержены моральному разложению. Некоторые из них употребляют наркотики, другие занимаются их продажей. Офицеры закрывают на всё это глаза, больше заботясь о своей карьере. События в фильме происходят на фоне падения Берлинской стены, при этом большинству из американских солдат глубоко безразлично всё происходящее вокруг: они даже не представляют где находятся — в Западной или Восточной Германии.
Сам Рей Элвуд при этом довольно неплохо устроился: благодаря доверительному отношению командира батальона полковника Уоллеса Бермана, кроме того являясь тайным любовником его жены, он занимает должность батальонного писаря, проживает один в кубрике (что не полагается военнослужащему его ранга), который обставил кожаной мебелью и японской бытовой техникой, а также имеет чёрный «Мерседес-Бенц» купе.
При этом, источником всей этой роскоши является незаконная деятельность Элвуда: помимо своих служебных обязанностей, Рей вместе с сослуживцами занимается тем, что тайно продаёт «налево» армейское имущество, и кроме того организовал подпольную лабораторию по изготовлению наркотиков, сырьё для которых приобретает у местного криминального авторитета по прозвищу «Турок». Синтезированные в лаборатории наркотики группа Элвуда сбывает через штаб-сержанта военной полиции Саада, контролирующего всю наркоторговлю на военной базе.
Однажды Рею Элвуду выпадает небывалый «джекпот»: в ходе военных учений американский танк, управляемый экипажем под воздействием наркотиков, «таранит» придорожную АЗС, что приводит к её взрыву, из-за которого гибнут водители двух американских военных грузовиков, случайно оказавшиеся рядом. Рей с сослуживцами, также случайно проезжавшие мимо несколькими минутами позже, обнаруживают их трупы и стоящие на дороге грузовики, которые при осмотре оказываются забиты различным оружием и боеприпасами. Мошенники тут же угоняют «бесхозные» машины, которые затем благодаря связям Элвуда прячут на территории хранилища тактических ядерных ракет в Зигельсбахе. После чего договариваются с «Турком» о продаже ему оружия и боеприпасов в обмен на очень крупную партию наркотического сырья.
Казалось бы судьба благосклонна к Рею Элвуду и его товарищам, однако последующие события принимают неожиданный поворот: прибывший накануне на военную базу 1-й сержант Роберт Ли, ветеран войны во Вьетнаме, назначается командиром подразделения, в котором служит Рей. При этом отношения с непосредственным командиром у Элвуда с первого дня не заладились, что однако не помешало возникновению романтических отношений между ним и Робин Ли — дочерью 1-го сержанта.
Затем из кубрика Рея Элвуда, благодаря стараниям 1-го сержанта Ли, удаляются все неуставные предметы роскоши, и кроме того к Рею «подселяют» соседа — только что переведённого на военную базу рядового 1-го класса Брайана Нолла. Следом, из условленного тайника пропадает партия изготовленного наркотика, предназначенная для последующей реализации через наркосеть штаб-сержанта Саада, ссориться с которым небезопасно. И наконец, при проверке обоснованности претензий Саада по поводу пропажи наркотиков, погибает товарищ Рея Элвуда — рядовой 1-го класса Стоуни, подорвавшись на гранате-растяжке, подложенной кем-то в пустой тайник. Вся эта цепь трагических событий заставляет Рея Элвуда срочно искать выход из создавшегося опасного положения…

## В ролях
| Актёр              | Роль                                            |
| ------------------ | ----------------------------------------------- |
| Хоакин Феникс      | специалист Рей Элвуд                            |
| Скотт Гленн        | 1-й сержант Роберт Ли                           |
| Анна Пэкуин        | Робин Ли, дочь 1-го сержанта Роберта Ли         |
| Эд Харрис          | полковник Уоллес Берман                         |
| Элизабет Макговерн | миссис Берман, жена полковника Уоллеса Бермана  |
| Габриэль Манн      | рядовой 1-го класса / 2-й лейтенант Брайан Нолл |
| Леон Робинсон      | рядовой 1-го класса Стоуни                      |
| Майкл Пенья        | рядовой Гарсиа                                  |
| Шик Махмуд-Бей     | штаб-сержант военной полиции Саад               |
| Дин Стоквелл       | генерал Ланкастер                               |
| Брайан Дилейт      | полковник Маршалл                               |
| Халук Бильгинер    | «Турок», криминальный авторитет                 |

## Выход фильма
Первый публичный показ фильма «Солдаты Буффало» состоялся 9 сентября 2001 года на Международном кинофестивале в Торонто.
Выпуск на широкие экраны в США картины, являвшейся сатирой на американскую армию, в связи с событиями 11 сентября 2001 года в Нью-Йорке и последующим подъёмом патриотизма среди американцев, был отложен. В результате, в Соединённых Штатах она вышла только в конце июля 2003 года, при этом демонстрировалась лишь в шести кинотеатрах.
В Германии фильм вышел в 2002 году под англоязычным названием «Армия, отправляйся домой!» (англ. Army Go Home!). В России премьера состоялась 7 августа 2003 года под буквальным переводом — «Солдаты Буффало» (по мнению российского кинокритика С. В. Кудрявцева, более правильным литературным переводом названия будет «Непотопляемые солдаты», так как англ. Buffalo используется как обозначение американских бронетранспортёров-амфибий).

## Критика
Фильм имеет рейтинг 73 % на Rotten Tomatoes, основанный на 114 рецензиях со средней оценкой 6,5 из 10. На сайте Metacritic фильму присвоена оценка 56 из 100 на основе 35 рецензий.